# Hermann Carl Dittmer

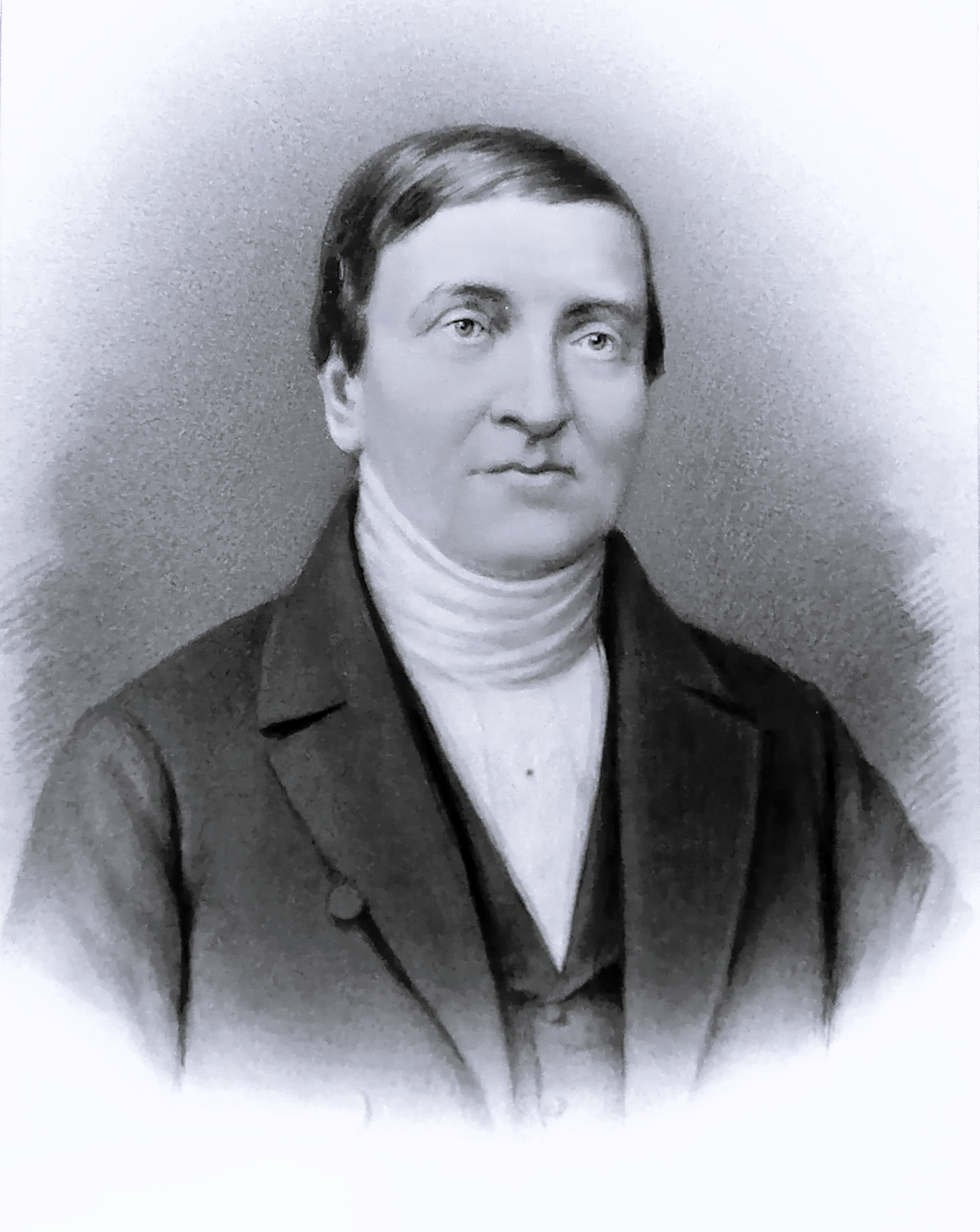
Senator Dittmer

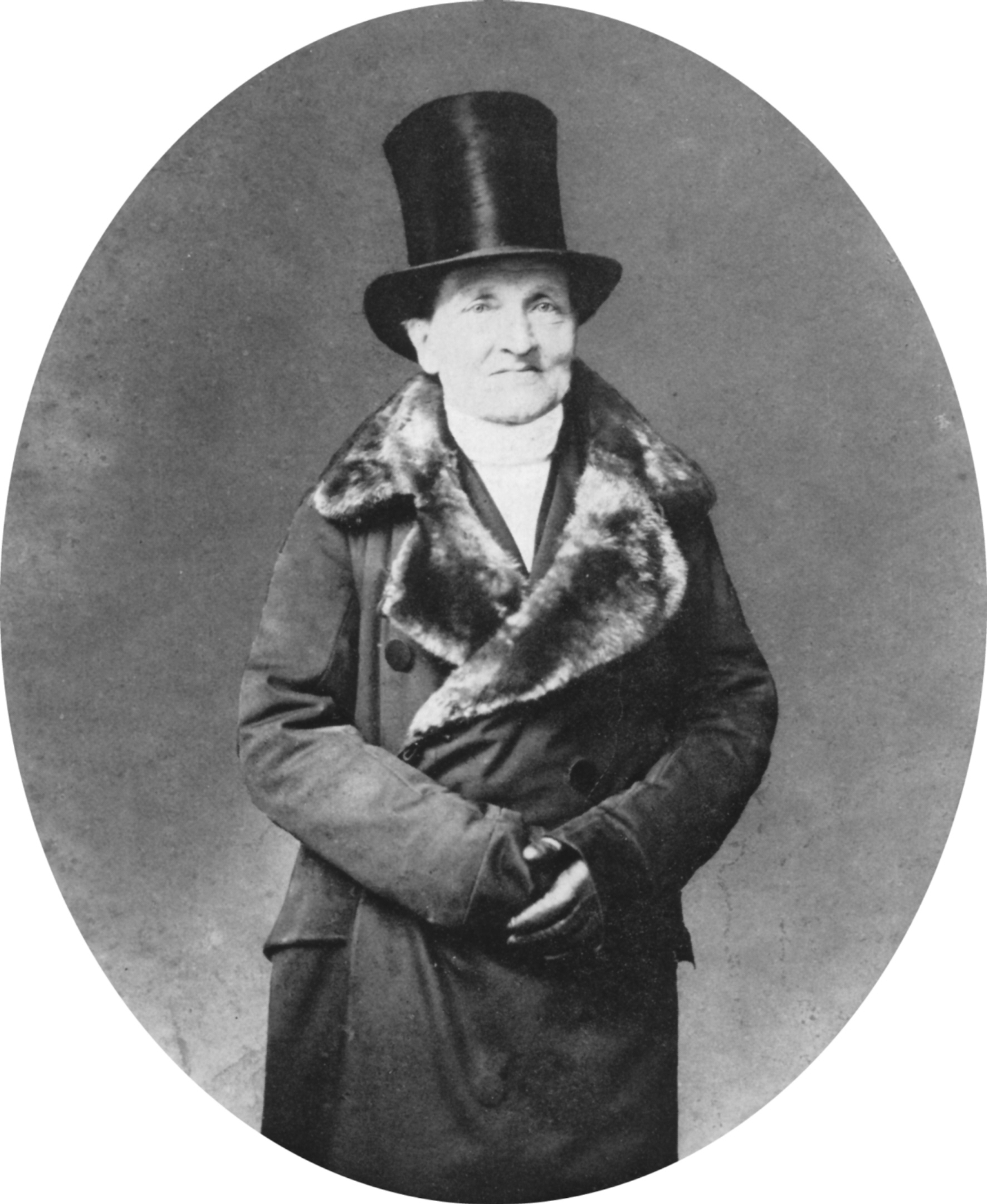
Hermann Carl Dittmer (um 1860)

Hermann Carl Dittmer (* 15. November 1793 in Lübeck; † 21. Februar 1865 ebenda) war Ratsherr (ab 1848 Senator) der Hansestadt Lübeck.

## Leben
Dittmer war der Sohn des Kaufmanns Hermann Carl Dittmer und seiner Frau Catharina Dorothea, geb. Harmsen (* 1766), einer Tochter des Pastors Johann Hermann Harmsen. Nach Abschluss seiner Schulausbildung trat er Ostern 1810 zur Lehre in das Lübecker Handelshaus von Johann Gebhard Götze ein. Ende 1812 entzog Dittmer sich der drohenden Einberufung in die französische Armee durch Flucht nach Neustadt und später nach Burg auf Fehmarn. Dort konnte er die Nachfolge August Peter Rehders als Bevollmächtigtem der Stadt Lübeck auf Fehmarn antreten, was ihn vor Verfolgung wegen Fahnenflucht schützte.
Einige Monate darauf kam sein jüngerer Bruder Georg Wilhelm gleichfalls nach Burg. Der Student der Rechtswissenschaften hatte sich auch dem Zwangsdienst im napoleonischen Heer entzogen. Carl Dittmer gab seine Stellung, die ohnehin eher für einen Juristen als für einen Kaufmann geeignet war, zugunsten seines Bruders auf und ging nach Kopenhagen, wo er eine Stellung in einem Handelshaus zu finden hoffte. Wegen des inzwischen herrschenden Kriegszustands Dänemarks mit den meisten deutschen Staaten blieb seine Suche jedoch zunächst ohne Erfolg. Erst 1814 erhielt er eine Anstellung bei dem in Kopenhagen ansässigen Lübecker Kaufmann August Wilhelm Pauli.
Im Frühling 1819 ging Dittmer nach Riga, um eine Stellung beim Bankhaus Carl Kyder & Co. anzutreten, das jedoch im folgenden Jahr insolvent ging. Zwar konnte er in ein Propregeschäft-Unternehmen wechseln, die Arbeitsatmosphäre dort behagte ihm aber nicht. Ostern 1822 kehrte Dittmer daher nach Lübeck zurück.
Er trat zunächst in das Geschäft seines Vaters ein, das jedoch wirtschaftlich angeschlagen und nicht mehr zu retten war. Dittmer gelangte zu dem Entschluss, ein eigenes Unternehmen zu gründen. Gemeinsam mit Hermann Schumacher eröffnete er Ostern 1823 im Haus Mühlenstraße No. 831 ein Materialwaarengeschäft en gros et en détail mit zugehörigem Kommissions- und Speditionsgeschäft sowie einer Tabakfabrik, erwarb das Bürgerrecht und trat in die Krämerkompagnie ein.
Bereits 1824 wurde Dittmer zum Deputierten der Krämerkompagnie bei der Lübecker Regierung bestimmt und in drei aufeinanderfolgenden Jahren in seinem Amt bestätigt, bevor er im Sommer 1829 zum Ältermann der Kompagnie gewählt wurde. Im Juli 1832 stand es der Krämerkompagnie zu, einen ihrer Angehörigen zum Mitglied des städtischen Finanzdepartements zu bestimmen; die Wahl fiel auf Dittmer.
Am 1. Januar 1833 schied Dittmer aus seinem gemeinsamen Unternehmen mit Schumacher aus und tat sich mit Daniel Friedrich Heinrich Plath in einer Firma für den Kurzwaren-Großhandel mit Finnland zusammen. Zugleich trat er dem Schonenfahrer-Kollegium bei, wechselte jedoch bald darauf zu den Nowgorodfahrern, um dann wieder zu den Schonenfahrern zurückzukehren, da man ihn dort als einen der Ältermänner zu erwählen wünschte. Am 21. November 1833 wurde Dittmer Mitältermann des Kollegiums.
Hermann Carl Dittmer genoss hohes Ansehen in Lübeck, was sich in seiner häufigen Berufung in öffentliche Ämter niederschlug:
- 1834 Mitglied der Zentral-Armen-Deputation
- 1835 Mitglied des Finanzdepartements als Vertreter der Schonenfahrer
- 1837 Mitglied der Kommission zur Förderung des Eisenbahnbaus sowie Mitvorsteher des St. Annen Armen- und Werkhauses
- 1839 Vorsitzender Ältermann der Schonenfahrer
- 1840 Mitvorsteher des Spinnhauses im St.-Annen-Kloster
- 1841 Mitvorsteher des Lübecker Doms

Am 10. November 1841 erfolgte Dittmers Wahl in den Rat, wo er den Platz des verstorbenen Ratsherrn Heinrich Gustav Plitt einnahm. Dem Rat und später dem Senat gehörte er bis zu seinem Tod an und übernahm in diesen vierundzwanzig Jahren Aufgaben in zahlreichen städtischen Behörden und Verwaltungsorganisationen.
Während des Krimkriegs blockierte ab März 1854 die Royal Navy die Häfen des zu Russland gehörenden Finnland, wodurch der Handel für Dittmers Firma nahezu zum Erliegen kam. Als zudem am Palmsonntag 1855 seine Ehefrau verstarb, beschloss er, sich aus dem Geschäftsleben zurückzuziehen. Er verbrachte die letzten zehn Jahre seines Lebens ausschließlich als Privatmann und Senator.

## Familie
Hermann Carl Dittmer hatte am 2. September 1824 Caroline Henriette Schünemann geheiratet, die Tochter eines Lübecker Lohgerbermeisters. Aus der Ehe gingen drei Söhne und drei Töchter hervor, von denen zwei bereits im Kindesalter verstarben. Der promovierte Jurist und Kanzleisekretär Georg Wilhelm Dittmer war sein Bruder.

## Schriften
Dittmer war ein Kenner der Stadtgeschichte und des Lübecker Münzwesens:
- Alborgfahrer, oder Die Handelsverhältnisse Lübecks zu Alborg im sechzehnten Jahrhundert, Lübeck 1841
- Geschichte der Einführung des jüngsten lübeckischen Münzfußes, Lübeck 1845
- Geschichtliche Darstellung der Münzfüße von den zu Lübeck vorgekommenen und teils noch vorkommenden gröberen Silbermünzen, 1. Heft, 1845
- Geschichte der ersten Goldausmünzungen zu Lübeck im 14. Jahrhundert, Lübeck 1855
- Über die Betheiligung Lübecks bei der Lüneburger Saline, Lübeck 1860